# Gunther Baumann (Fußballspieler)
Gunther „Bello“ Baumann (* 19. Januar 1921 in Leipzig; † 7. Februar 1998) war ein deutscher Fußballspieler und -trainer. Von 1948 bis 1956 hat Baumann bei den Vereinen Stuttgarter Kickers und 1. FC Nürnberg in der damals erstklassigen Fußball-Oberliga Süd insgesamt 188 Ligaspiele absolviert und 16 Tore erzielt. In der Nationalmannschaft kam er unter Bundestrainer Sepp Herberger in den Jahren 1950 und 1951 zweimal in Spielen gegen die Schweiz zum Einsatz. Als Trainer hat er in der Fußball-Bundesliga bei den Vereinen 1. FC Nürnberg, TSV 1860 München und dem VfB Stuttgart gearbeitet. Mit den Münchner „Löwen“ errang er in der Saison 1966/67 die Vizemeisterschaft.

## Spielerkarriere

### Vereine
Gunther Baumann begann seine Karriere in der Schülerelf des VfB Leipzig, wo er bereits mit 16 Jahren als Mittelstürmer in der ersten Mannschaft in der Gauliga Sachsen debütierte und ein Jahr später von Reichstrainer Sepp Herberger zu einem Lehrgang der Nationalmannschaft eingeladen wurde. Mit 18 Jahren wechselte er dann 1939 zu Hannover 96. Dort spielte er jedoch nicht lange, da er bald nach dem Notabitur zur Wehrmacht einberufen wurde. Am 5. Oktober 1939 hatte er die Aufnahme in die NSDAP beantragt und war zum 1. September 1940 aufgenommen worden (Mitgliedsnummer 7.728.264). Als Offizier kam er in Afrika in englische Kriegsgefangenschaft. Im Gefangenenlager spielte er in einer Auswahl, die eigentlich nur Engländern vorbehalten war. Durch seine Leistungsstärke wäre er beinahe bei Sheffield United als Profi gelandet, aber zuletzt traute man sich in Sheffield doch nicht, einem Deutschen einen Vertrag zu geben. Im Jahr 1948 wurde er aus der Gefangenschaft entlassen und kehrte nach Deutschland zurück.
Leipzig kam für ihn durch die politischen Umstände nicht in Frage, so landete er in Süddeutschland und schloss sich den Stuttgarter Kickers in der Oberliga Süd an. Am 9. Mai 1948 debütierte er bei den Kickers in der Oberliga Süd und erzielte als Halbstürmer zwei Tore zum 6:0-Heimerfolg gegen Wacker München. In der 20er-Liga kamen die Kickers auf ein Torverhältnis von 113:58 Toren und erreichten nach einem Entscheidungsspiel am 11. Juli 1948 gegen den FC Bayern München (5:1) den 3. Platz. Der Ex-Leipziger hatte ab Mai die letzten acht Rundenspiele bestritten und drei Tore an der Seite von Mitspielern wie Siegfried Kronenbitter, Edmund Conen, Kurt Lauxmann (26 Tore), Helmut Jahn (Torhüter), Reinhard Schaletzki, Albert Sing, Hellmut Schmeißer und Franz Immig für die Kickers erzielt. In der Saison 1948/49 belegte er mit den Blau-Weißen aus Degerloch den 8. Rang. Er hatte 26 Ligaspiele (1 Tor), zumeist als Mittelläufer, bestritten. Zur Saison 1949/50 schloss er sich dem 1. FC Nürnberg an.
Für diesen bestritt er bis 1956 insgesamt 154 Oberligaspiele (zwölf Tore) und kam insgesamt auf 274 Einsätze für den Club. In Nürnberg spielte Baumann zunächst als Halbstürmer und Außenläufer. Nach dem Karriereende Georg Kennemanns rückte er auf dessen Position als Mittelläufer. In der Saison 1950/51 gewann er mit Nürnberg unter Trainer Hans Schmidt die Meisterschaft im Süden und 1951/52 reichte es zur Vizemeisterschaft und erneutem Einzug in die Endrunde um die deutsche Fußballmeisterschaft.
Die Vereinszeitung des 1. FC Nürnberg bezeichnete ihn 1949 als „Typ des eisenharten Kämpfers“ und bemängelte seine „geringe Wendigkeit“. Nach der Saison 1955/56 beendete Baumann unter Trainer Franz Binder seine Spielerlaufbahn beim 1. FC Nürnberg.

### Auswahl-/Nationalmannschaft
Mit der deutschen Studentennationalmannschaft gewann er – unter anderem mit Fritz Hack und Erwin Schädler – das Fußballturnier im Rahmen der vom 20. bis 27. August 1939 in Wien ausgetragenen Studenten-Weltspiele mit zwei Siegen über Ungarn (2:1) und Italien (3:0).
Noch als Spieler der Stuttgarter Kickers trat Baumann am 13. März 1949 in der Repräsentativauswahl von Süddeutschland in Hannover beim Vergleich gegen Norddeutschland an. Er war als Mittelläufer im damaligen WM-System der Abwehrchef vor Torhüter Toni Turek von Ulm 1846. In der Saison 1949/50 wurde der Wettbewerb des Länderpokals mit Vertragsspieleraufgeboten durchgeführt und auch die Vertretungen aus dem Gebiet des DFV nahmen daran teil. Die Auswahlmannschaft von Bayern gewann das Endspiel am 19. März 1950 im Stuttgarter Neckarstadion vor 89.000 Zuschauern mit 2:0 gegen die Auswahlmannschaft von Südwest. Baumann spielte rechter Außenläufer und Routinier Jakob Streitle agierte als Mittelläufer. Mittelstürmer Horst Schade (SpVgg Fürth) erzielte beide Treffer für den Süden. Die Pfalzauswahl musste ohne den verletzten Spielmacher Fritz Walter antreten. Am 11. November 1950 war Baumann erneut in der süddeutschen Auswahl beim Spiel gegen den Südwesten in Ludwigshafen im Einsatz (2:2). Es war der letzte Test vor dem ersten Länderspiel nach dem Ende des Zweiten Weltkriegs.
Am 22. November 1950 debütierte er mit 29 Jahren in der Nationalmannschaft beim ersten Nachkriegsländerspiel gegen die Schweiz. Baumann trat als Mittelläufer an und hatte die Außenläufer Andreas Kupfer und Karl Barufka an seiner Seite. Die DFB-Elf gewann das Spiel vor 115.000 Zuschauern mit 1:0. Danach kam er jedoch nur noch beim Rückspiel am 15. April 1951 in Zürich (3:2) zu einem zweiten Länderspieleinsatz. Konkurrenten auf der Mittelläuferposition in den Jahren bis zur Weltmeisterschaft 1954 in der Schweiz waren insbesondere Jupp Posipal, Werner Liebrich, Robert Schlienz, Herbert Schäfer und Heinz Wewers. Anfang Mai 1954 wurde er noch vom DFB in der 40er-Liste an die FIFA gemeldet, in den 22er-Kreis wurde er dann aber nicht aufgenommen.

## Trainerkarriere
Nach seiner aktiven Karriere arbeitete er als Trainer unter anderem bei Hannover 96, 1. FC Schweinfurt 05, Bayern Hof, Tasmania Berlin, SpVgg 07 Ludwigsburg, VfR Mannheim, SpVgg Weiden und Alemannia Aachen.
Nach der Station FC Bayern Hof in der Oberliga Süd (1960–1963) ging Baumann zur Saison 1963/64 zu Tasmania Berlin. Er führte die Elf aus Neukölln zur Meisterschaft in der Fußball-Regionalliga Berlin. Mit den Mannen um Torjäger Heinz Fischer glückte in der BL-Aufstiegsrunde ein 5:1-Heimerfolg gegen den späteren Bundesligaaufsteiger Borussia Neunkirchen und am 24. Juni 1964 ein 3:0-Heimerfolg gegen den ursprünglichen Aufstiegsfavorit FC Bayern München. Mit 6:6 Punkten belegte Tasmania den dritten Rang in der Aufstiegsrunde, zwei Punkte hinter Aufsteiger Neunkirchen.
Am Ende der ersten Bundesligasaison 1963/64 löste Baumann Jenő Csaknády als Trainer des 1. FC Nürnberg ab, den er während der Saison 1964/65 auf einen sechsten Platz führte. Seine Trainertätigkeit charakterisierte der damalige Spieler Ferdinand Wenauer mit den Worten: „Seine Devise lautete: Zurück zum Fußball, zurück zum spielerischen Moment. Das Offensivspiel war wieder Trumpf, der Mauerfußball künftig streng verpönt. Unter Gunter Baumanns Regie machte das Fußballspielen wieder Spaß.“ Doch die letzten sechs Saisonspiele gelang kein Sieg mehr.
Als der Vorstand daraufhin Baumann zu mehr Absprachen mit dem technischen Leiter Alv Riemke verpflichten wollte, verließ Baumann den Club wieder und wechselte zum FC Schweinfurt 05, mit dem er in der Regionalliga Süd 1966 Meister wurde. Ab dem 15. Februar 1967 war er wieder in der Bundesliga tätig. Den TSV 1860 München führte er dabei vom sechsten noch auf den zweiten Tabellenplatz der Saison 1966/67. Danach folgte er Albert Sing auf den Trainerposten des VfB Stuttgart, während Sing sein Nachfolger beim TSV 1860 wurde. Die Saison 1967/68 beendete Baumann mit dem VfB auf dem achten Tabellenplatz, die Saison 1968/69 dann auf Platz fünf.
1971/72 trainierte Baumann den damaligen Zweitligisten Alemannia Aachen.

## Sonstiges
Während seiner aktiven Zeit war Baumann auch Betreiber der Vereinsgaststätte des 1. FC Nürnberg. Diese Tätigkeit gab er 1955 seiner Ehefrau zuliebe ab und nahm sie dann nach Ende seiner Trainerlaufbahn wieder auf.